# Захоплення (телесеріал, 2019)
«Захоплення» — український мінісеріал 2019 року, створений студією «07 Продакшн». Серіал розповідає про роботу загону спецпризначення невідомої російськомовної країни.
Прем'єра в Україні відбулася 11 лютого 2019 року на телеканалі «Інтер» з оригінальною російськомовною аудіодоріжкою. Повторні покази транслювались з українським дубляжем на телеканалах «НТН», «Enter-фільм» та «Zoom».

## Сюжет
У серіалі показано самовіддану роботу загону спецпризначення для яких закон понад усе. Паралельно правоохоронці вирішують власні життєві драми, переживають особисті трагедії. Вони відчувають чужий біль, як свій, і чесно виконують обов'язок, захищаючи простих людей від злочинців. У фільмі з допомогою художнього вимислу представлені реальні злочини та історії нейтралізації злочинців в Україні. При чому, колишні і діючі співробітники правоохоронних органів консультували сценаристів серіалу щодо особливостей роботи спецпризначенців для яких головне: не ефект, а ефективність під час збереження життя бійців і людей, які опинилися в біді.
Також актори перед зйомками пройшли початкову підготовку бійців спецпідрозділу. Для всіх акторів серіалу було придбано оригінальну форму, в якій служать справжні спецпризначенці, — шоломи, каски, бронежилети.

## Знімальна група
- Генеральна продюсерка — Ганна Безлюдна
- Головна режисерка «07 Продакшн» — Анастасія Прудь
- Шеф-редактор «07 Продакшн» — Олег Гершкович
- Продюсери: Наталія Вітрук, Костянтин Костюков і Олександр Радченко
- Режисери — Хачатур Василян і Роман Веркулич
- Головний сценарист — Володимир Шегеда
- Оператор-постановник — Дмитро Гораш
- Художник-постановник — Володимир Степанюк
- Художниця по костюмах — Наталя Потарська
- Художниця по гриму — Яна Лященко

## У ролях
- Станіслав Боклан — майор Василь Матяш, командир загону (на прізвисько «Батя»)
- Георгій Поволоцький
- Микита Вакулюк — капітан Максима Зіва (на прізвисько «Похмурий»)
- Слава Красовська — лейтенант Вікторія Захарова (з позивним «Астра»)
- Володимир Скорик — Шурик
- Альберт Малик
- Олександр Божко та інші.

## Український дубляж
Українською мовою серіал дубльовано телекомпанією «Інтер» у 2021 році.
Ролі дублювали: Михайло Войчук, Андрій Вільколек, Дмитро Вікулов, Євген Локтіонов, Георгій Поволоцький, Андрій Соболєв, В'ячеслав Скорик і Юлія Малахова.

## Виробництво
Зйомки телесеріалу велися в Києві та Київській області з листопада 2018 до січня 2019 року.